# Eric Baumann
Eric Baumann (Rostock, 21 de març de 1980) és un ciclista alemany, professional del 2003 al 2011. Del seu palmarès destaca el Sparkassen Giro Bochum de 2008 i la Volta a Nuremberg de 2010.

## Palmarès
- 1998
  - 1r als Tres dies d'Axel
  - 1r al Gran Premi General Patton
- 2000
  - 1r a la París-Roubaix sub-23
- 2001
  - Vencedor d'una etapa al Tour de Loir i Cher
  - Vencedor d'una etapa al Mainfranken-Tour
- 2003
  - Vencedor d'una etapa a la Cursa de la Solidaritat Olímpica
- 2005
  - Vencedor d'una etapa a la Volta a Luxemburg
- 2007
  - Vencedor d'una etapa a la Volta a Saxònia
- 2008
  - 1r al Sparkassen Giro Bochum
  - 1r a la Praga-Karlovy Vary-Praga
- 2009
  - Vencedor de 2 etapes als Cinc anells de Moscou
  - Vencedor d'una etapa al Gran Premi Internacional CTT Correios de Portugal
- 2010
  - 1r a la Volta a Nuremberg

### Resultats al Giro d'Itàlia
- 2005. 128è de la classificació general